# Bayerischer Untermain

Wappen der Stadt Aschaffenburg

Wappen Landkreis Aschaffenburg

Wappen Landkreis Miltenberg

Der Bayerische Untermain ist eine Region, die den westlichsten Teil des bayerischen Bezirks Unterfranken und damit den nordwestlichsten Zipfel Bayerns bildet. Der Volksmund spricht auch von der „Schwanzquaste des bayerischen Löwen“. Die Region hat Außengrenzen zu Hessen und Baden-Württemberg. Vom restlichen Teil Unterfrankens und damit Bayerns ist der Bayerische Untermain durch den Spessart landschaftsräumlich differenziert. Wichtigste Stadt ist als Oberzentrum der gesamten Region Aschaffenburg, gefolgt von den Mittelzentren Miltenberg, Alzenau und Obernburg/Elsenfeld/Erlenbach.

## Geographische Definition
Als Untermain bezeichnet man den Unterlauf des Mains ab jener Stelle, wo der Flusslauf zwischen Spessart und Odenwald in die Mainebene hinaustritt und an Hanau, Offenbach und Frankfurt am Main vorbei in Richtung Rhein fließt, in welchen er bei Mainz-Kostheim mündet. Der erste Teil dieser Wegstrecke wird dabei noch auf bayerischem Boden zurückgelegt, daher dort die Bezeichnung Bayerischer Untermain.

## Politik und Wirtschaft

Die Planungsregion Bayerischer Untermain (1) ist eine von 18 Planungsregionen in Bayern.

Politisch definiert sich die Planungsregion Bayerischer Untermain als Gemeinschaft der kommunalen Gebietskörperschaften
- Stadt Aschaffenburg,
- Landkreis Aschaffenburg und
- Landkreis Miltenberg.

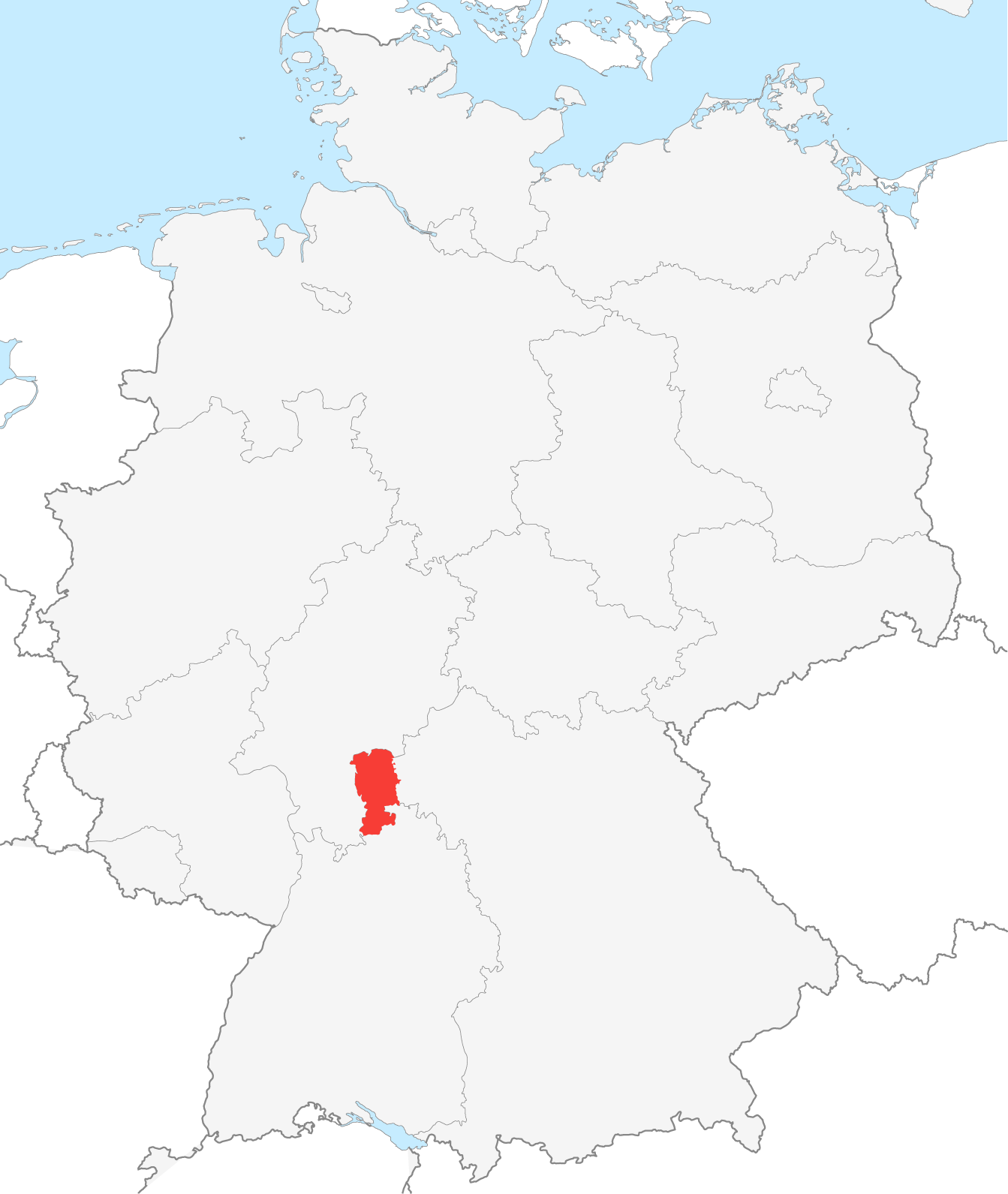
Lage der Region Bayerischer Untermain innerhalb Deutschlands.

Um die räumliche Entwicklung der Region Bayerischer Untermain zu koordinieren, haben sich die Landkreise, die Stadt Aschaffenburg und die Landkreisgemeinden zum Regionalen Planungsverband Bayerischer Untermain zusammengeschlossen. Dieser Verband vertritt als Träger der Regionalplanung die Interessen von 369.000 Einwohnern.
Für die Organisation des Regionalmarketings und des Regionalmanagements ist die Initiative Bayerischer Untermain gegründet worden, dessen Finanzierung die Stadt Aschaffenburg, der Landkreis Aschaffenburg und der Landkreis Miltenberg übernehmen. Die Arbeiten werden gemeinsam von den drei Gebietskörperschaften sowie der Industrie- und Handelskammer Aschaffenburg und der Handwerkskammer für Unterfranken erbracht. Die Regierung von Unterfranken begleitet die Arbeiten. Wichtigstes Ziel der Initiative ist der Versuch, die Region als bayerischen Teil des Rhein-Main-Gebiets zu vermarkten.
Die Wirtschaft des Bayerischen Untermains ist stark von der Nähe zum hessischen Rhein-Main-Gebiet geprägt. Das Bankenviertel von Frankfurt am Main und der Frankfurter Flughafen sind von der Aschaffenburger Innenstadt rund 50 Kilometer entfernt und über die Autobahn A 3 zu erreichen.
Am Bayerischen Untermain wohnen viele Arbeitnehmer, die in Städten des hessischen Rhein-Main-Gebiets arbeiten. Gleichzeitig pendeln viele Menschen aus dem strukturschwachen Spessart in die Städte wie Aschaffenburg, Miltenberg und Alzenau.
Bezogen auf die Zahl der sozialversicherungspflichtig Beschäftigten haben die Branchen Automation und Mechatronik, Logistik, Automotive und IT herausragende Bedeutung für die Region. Innerhalb dieser Branchen finden regionale Kooperationen statt.
Einzelne Gemeinden der Region um Miltenberg vermarkten sich im Tourismus unter dem Begriff Churfranken.

## Lebensqualität
Die Region Bayerischer Untermain erzielt regelmäßig Spitzenwerte bei der großen Internet-Umfrage „Perspektive-Deutschland“, die 2005/2006 zum fünften Mal in Zusammenarbeit von der Unternehmensberatung McKinsey, dem Magazin Stern, dem ZDF und dem Internet-Portal Web.de veranstaltet wurde. In dieser Umfrage wird die Lebenszufriedenheit der Bewohner in 117 Planungsregionen ermittelt.
Bei der im Frühjahr 2006 veröffentlichten Umfrage belegte der Bayerische Untermain Platz zwei in der Kategorie „verstädterte Regionen“. Immerhin 82 Prozent der Befragten waren mit ihrer Region „sehr zufrieden“. In der Gesamtwertung, bei der auch die Kategorien der Großstädte, der Umlandregionen um die Großstädte und die ländlichen Regionen mitgewertet werden, kam der Bayerische Untermain deutschlandweit auf Platz acht. Für diese Umfrage wurden zwischen Oktober 2005 und Januar 2006 rund 620.000 Menschen per Internet-Fragebogen befragt.

## Verkehr
Der Bayerische Untermain ist verkehrstechnisch sowohl zu Lande als auch zu Wasser und in der Luft gut vernetzt an die wichtigsten Verkehrswege Europas angebunden.

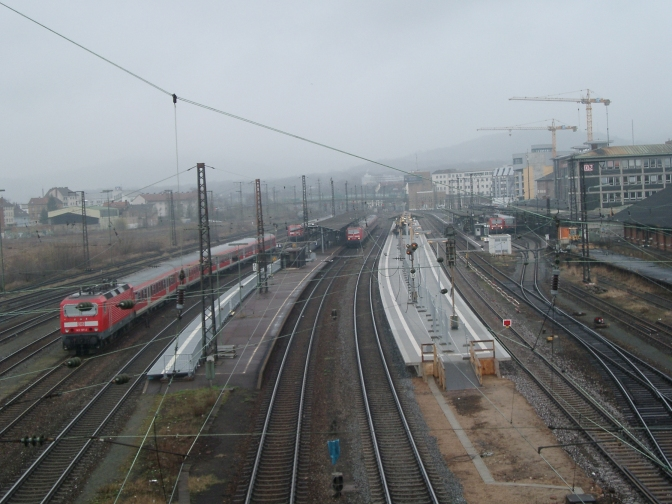
Hauptbahnhof Aschaffenburg

### Straße
Die Autobahn A 3 durchquert auf dem Weg von Frankfurt nach Würzburg in West-Ost-Richtung den Spessart und passiert dabei Aschaffenburg im Norden. Die Autobahn A 45 Dortmund-Aschaffenburg trifft auf ihrem Weg nach Süden wenige Kilometer von der Anschlussstelle Aschaffenburg-West am Seligenstädter Dreieck auf die A 3 und endet hier. Die Nord-Süd-Achse des Bayerischen Untermain bildet die Bundesstraße 469, die die Kreisstädte Aschaffenburg und Miltenberg verbindet.
Ferienstraßen und Wanderwege erschließen die Region für den Tourismus. Dazu gehören die Deutsche Fachwerkstraße, die Nibelungenstraße, die Deutsche Limes-Straße sowie der Fränkische Rotwein Wanderweg und der Eselsweg.

### Schiene
Der Hauptbahnhof Aschaffenburg liegt an der Bahnstrecke Frankfurt Süd–Aschaffenburg und ist ein ICE-Halt. Nördlichster Punkt der Strecke und Grenze von Unterfranken ist Kahl am Main.
Im Oktober 2005 wurde bekannt, dass Aschaffenburg Sitz der Verkehrsgesellschaft der neuen Westfrankenbahn als deutschlandweit sechstes RegioNetz der DB wird. Sie für die Verbindungen zwischen Aschaffenburg-Miltenberg, Miltenberg-Seckach, Miltenberg-Wertheim, Wertheim-Crailsheim/Heilbronn und Lauda-Würzburg zuständig.
Die Bahnstrecke Kahl–Schöllkrippen verbindet den nördlichen Teil des Bayerischen Untermains (Kahlgrund) mit dem Rhein-Main-Gebiet auf dem Schienenwege.

### Wasserweg
Am Main liegt der Aschaffenburger Binnenhafen, der einer der bedeutendsten von ganz Bayern ist. Auf dem Gelände des Hafens entsteht durch Ansiedlung entsprechender Unternehmen ein Logistikzentrum von überregionaler Ausstrahlung. Der Bayerische Untermain liegt mit diesem Umschlagplatz an der europäischen Wasserstraße, die von der Nordsee bis zum Schwarzen Meer führt.
Der Binnenhafen wird verwaltet von der bayernhafen Aschaffenburg, einer Tochtergesellschaft der bayernhafen GmbH & Co. KG, die im Jahre 2005 aus der Bayerischen Landeshafenverwaltung entstanden ist. Mittlerweile haben sich mehr als 60 Unternehmen unter anderem aus den Branchen Logistik, Versorgung, Recycling und Produktion mit rund 2.000 Beschäftigten hier angesiedelt. Rund 6.000 Arbeitsplätze in der Region hängen indirekt von diesem Logistikzentrum ab.

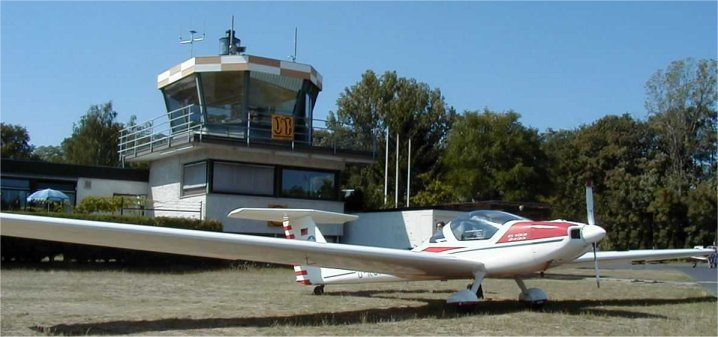
Flugplatz Aschaffenburg

Der Hafen bildet das größte Gewerbe- und Industriegebiet am Bayerischen Untermain mit einer Million Quadratmetern Ansiedlungsfläche und Verkehrsanbindung über Straße, Schiene und Wasser. Im Hafen werden Containerverladung und Güterumschlag zwischen allen drei Verkehrsträgern vorgenommen inklusive Flüssigverladung mit Marineladern.

### Luftverkehr
Der Flugplatz Aschaffenburg bei Großostheim-Ringheim ist ein Verkehrslandeplatz, der hauptsächlich für den Geschäftsreiseverkehr eingerichtet ist.

### ÖPNV
Innerhalb des Aschaffenburger Stadtgebietes fahren insgesamt 15 Buslinien der Stadtwerke Aschaffenburg im 15-, 20-, 30- und 60-Minuten-Takt. Der Landkreis Aschaffenburg, der Landkreis Miltenberg sowie einige hessische Ziele werden durch fünf Linien der KVG und durch zwölf Linien der VU angefahren. Mit weiteren vier Bahnlinien der Deutsche Bahn AG, bildet sich die Verkehrsgemeinschaft am Bayerischen Untermain, die VAB.

## Geschichte

Wappen von Unterfranken: Das Mainzer Rad weist auf die lange Zugehörigkeit weiter Teile des Bayerischen Untermains zum Bistum Mainz hin

Als um das Jahr 100 n. Chr. die Römer den Limes vom Rhein auf die rechten Nebenflüsse des Stromes ausdehnten, errichteten sie im Bereich des heutigen Bayerischen Untermains einige Kastelle zur Befestigung der Grenze zu den Germanen. Der Verlauf des Obergermanisch-Raetischen Limes entsprach dabei in diesem Gebiet dem Verlauf des Mains in Nord-Süd-Richtung zwischen Großkrotzenburg und Miltenberg. Auf die Errichtung von Mauern, Palisaden und Gräben wurde dabei verzichtet. Der Main wurde als ausreichende Befestigung erachtet („nasser Limes“). Am 15. Juli 2005 wurde dieses Bodendenkmal von der UNESCO in die Liste des Weltkulturerbes aufgenommen.
In der Völkerwanderungszeit war die Gegend von Alemannen besiedelt, die später von den Franken nach Süden abgedrängt wurden.
Zur Zeit des Heiligen Römischen Reichs Deutscher Nation gehörte der Bayerische Untermain im Wesentlichen zum Erzbistum und Kurfürstentum Mainz. Weite Teile der Region bildeten als „Oberes Erzstift“ den größten zusammenhängenden Teil des von Mainz weltlich regierten Territoriums. Aschaffenburg war Zweitresidenz und wichtigster Verwaltungssitz der Mainzer Erzbischöfe. Die Weingüter der Region und die Wälder des Spessarts waren wichtige Einnahmequellen.
Nach dem Reichsdeputationshauptschluss im Jahre 1803 gehörte die Region zum Fürstentum Aschaffenburg, ab 1810 zum Großherzogtum Frankfurt und ab 1814 beziehungsweise ab 1816 zum Königreich Bayern.
Im Zweiten Weltkrieg war insbesondere die Stadt Aschaffenburg Ziel schwerer Luftangriffe. In der Karwoche 1945 fand die heftige Schlacht um Aschaffenburg statt. Nach dem Zweiten Weltkrieg siedelten in der Region viele Flüchtlinge und Vertriebene, insbesondere Sudetendeutsche aus der Tschechoslowakei.

## Sprachliches
Die Grenze zwischen den mitteldeutschen und oberdeutschen Dialekten verläuft durch den bayerischen Bezirk Unterfranken und trennt damit den mitteldeutschsprachigen Bayerischen Untermain vom oberdeutschen ostfränkischen Sprachgebiet. Am Bayerischen Untermain wird mit dem Untermainländischen eine Mundart gesprochen, die zu den südhessischen und damit rheinfränkischen Dialekten gezählt wird. Sie ähnelt sehr stark dem hessischen Dialekt des Rhein-Main-Gebiets – bis auf den Innenstadtdialekt Aschaffenburgs, der historisch bedingt vom rheinhessischen – und damit ebenfalls rheinfränkischen – Mainzer Dialekt beeinflusst ist. So sagt man beispielsweise für „Main“ und „Stein“ „Mää“ und „Stää“. Damit ist der Bayerische Untermain neben dem Bereich Ludwigsstadt und einigen kleineren Gebieten wie die Gegend um Bad Brückenau die einzige Region Bayerns, in der kein oberdeutscher Dialekt gesprochen wird.
Im Folgenden eine Sprachprobe aus dem Werk eines Aschaffenburger Heimatdichters:
Gruß an Ascheberg
Seh’ ich mei’ Ländche, herzig, sunnig, friedlich,
Seh’ ich mei’ Ascheberg, so kloor, so wunnerschö’,
Seh’ ich mei’ Landsleit’ lustig un gemietlich,
Hippt mer mei Herz vor Frääd houch in die Höh’!
Kenn’ jede Gaß’, jed’ Häusje,
Kenn’ jeden Baam un Berg,
Kä Wunner! ’s is mei’ Heimat!
Es is mei’ Ascheberg!
…
(Aus: Gustav Trockenbrodt, „Ascheberger Sprüch’“, 1900)
Siehe auch Dialekte in Bayern.

## Sport
Aufgrund der guten Verkehrsanbindung an bevölkerungsreiche Gebiete in Hessen ist es in einigen Sportarten üblich, dass Vereine des Bayerischen Untermains Mitglied in den jeweiligen hessischen Landesverbänden sind. So werden die Anfahrten zu auswärtigen Wettkämpfen besonders auf den Bezirks- und Landesebenen kürzer gehalten. Aus diesem Grund kann es schon mal vorkommen, dass in einer bestimmten Sportdisziplin der hessische Meister am Bayerischen Untermain ansässig ist.
Die derzeit bekanntesten Sportler aus der Region sind der Ringer Reiner Heugabel und der Springreiter Otto Becker. Der TV Großwallstadt stellte lange die einzige bayerische Mannschaft in der Handball-Bundesliga der Männer. Der Verein wurde zwischen 1978 und 1990 sechs Mal Deutscher Meister. Derzeit entsteht in Großwallstadt als offizieller Stützpunkt des Bayerischen Handball-Verbandes ein Handballleistungszentrum. Mittelfristig ist der Ausbau zu einem Bundesleistungszentrum geplant.
Der gebürtige Aschaffenburger Felix Magath, ehemaliger deutscher Fußball-Nationalspieler, startete seine Fußballkarriere beim VfR Nilkheim in Aschaffenburg und führte im Jahre 2006 als Trainer der Fußball-Bundesligamannschaft des FC Bayern München und 2009 den VfL Wolfsburg zur Meisterschaft.
Der ehemalige deutsche Fußball-Nationalspieler, Ex-Weltmeister (1990) und Ex-Europameister (1996) Andy Möller stieg am 20. Dezember 2006 beim SV Viktoria Aschaffenburg 01 im Bereich Sportorganisation und Sponsoring ein. Vom 1. Juli 2007 bis zum 30. Juni 2008 arbeitete Möller bei dem Verein als Cheftrainer. Viktoria Aschaffenburg spielte in der Saison 2008/09 in der Regionalliga Süd. Am Ende der Saison zog sich der Verein jedoch aus finanziellen Gründen freiwillig in die Hessenliga zurück.
Der im November 2008 erstmals in der deutschen Nationalmannschaft eingesetzte Fußballspieler Marcel Schäfer wurde in Aschaffenburg geboren und startete seine sportliche Laufbahn als Amateur beim SV Eintracht Straßbessenbach und beim SV Viktoria Aschaffenburg 01, bis er zum TSV 1860 nach München und dort später ins Profilager wechselte. Unter Trainer Felix Magath gewann er mit dem VfL Wolfsburg 2009 die deutsche Fußballmeisterschaft.
Der Deutsche Handball-Nationalspieler Dominik Klein wurde in Obernburg am Main geboren und begann seine Karriere bei der TUSPO Obernburg, ehe er seine Profikarriere beim TV Großwallstadt startete.
Der Tanzsportclub (TSC) Schwarz-Gold Aschaffenburg e. V. ist der drittgrößte Verein seiner Art in Deutschland und erringt regelmäßig nationale und internationale Meistertitel. Er unterhält ein sehr großes und modernes Tanzsportzentrum, welches im März 2007 eröffnet wurde und viele Tanz-Sparten beherbergt.
Der Hessische Ringer-Verband ist der Hauptnutzer des seit 2003 im Trainingsbetrieb befindlichen Ringerleistungszentrums Aschaffenburg, das in einer ehemaligen Sporthalle der amerikanischen Streitkräfte eingerichtet ist.

## Weinbau
Der Bayerische Untermain gehört zum westlichen Teil des fränkischen Weinanbaugebiets (Bereiche „Alzenauer Weinregion“ und „Churfranken“) und wird in zwei Großlagen sowie mehrere großlagenfreie Weinorte eingeteilt.

### Großlage Reuschberg
- Hörstein (Alzenau): Abtsberg

### Großlage Heiligenthal
- Großostheim: Reischklingenberg, Harstell

### Großlagenfrei

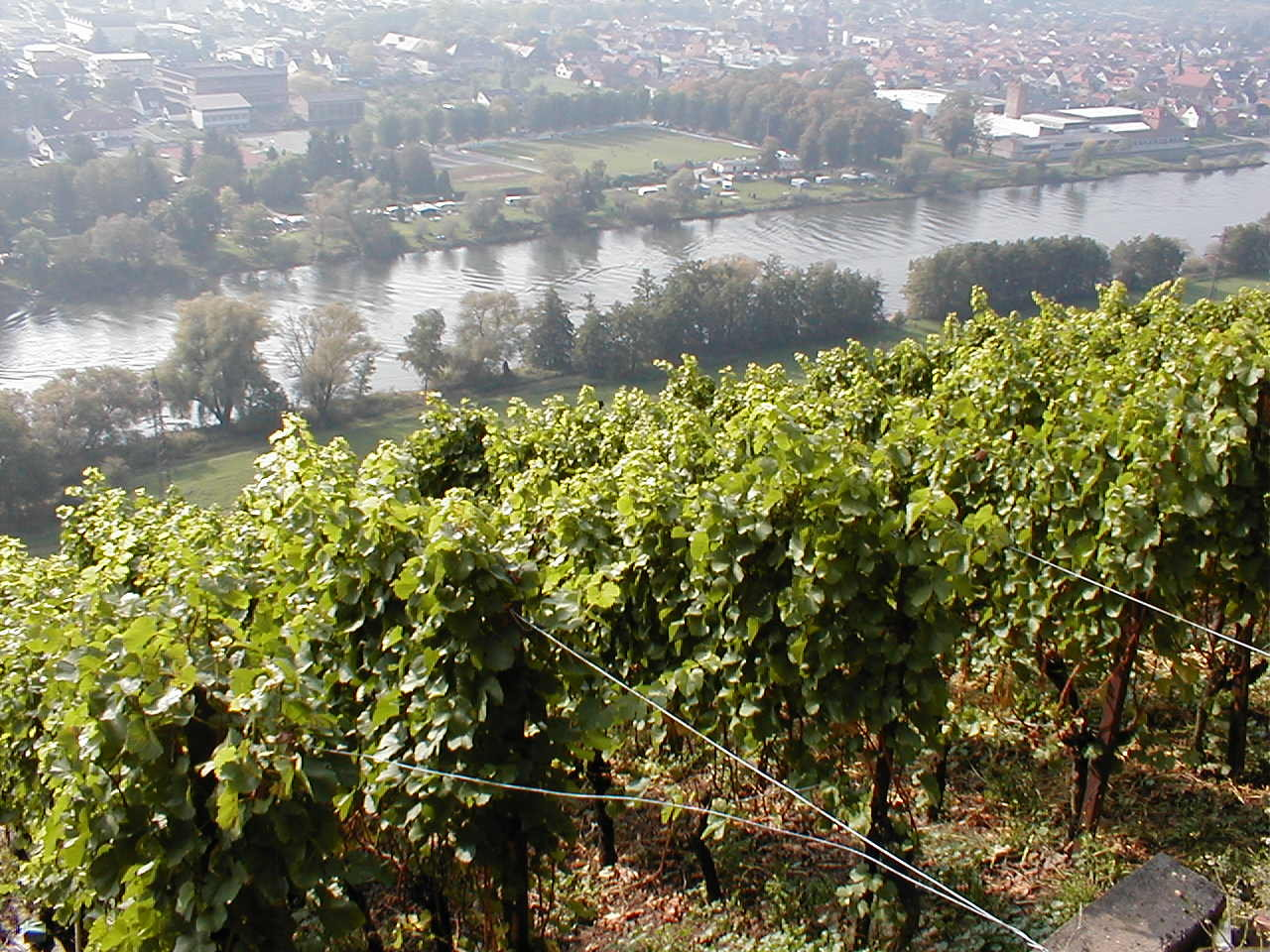
Weinstöcke über dem Main im Landkreis Miltenberg

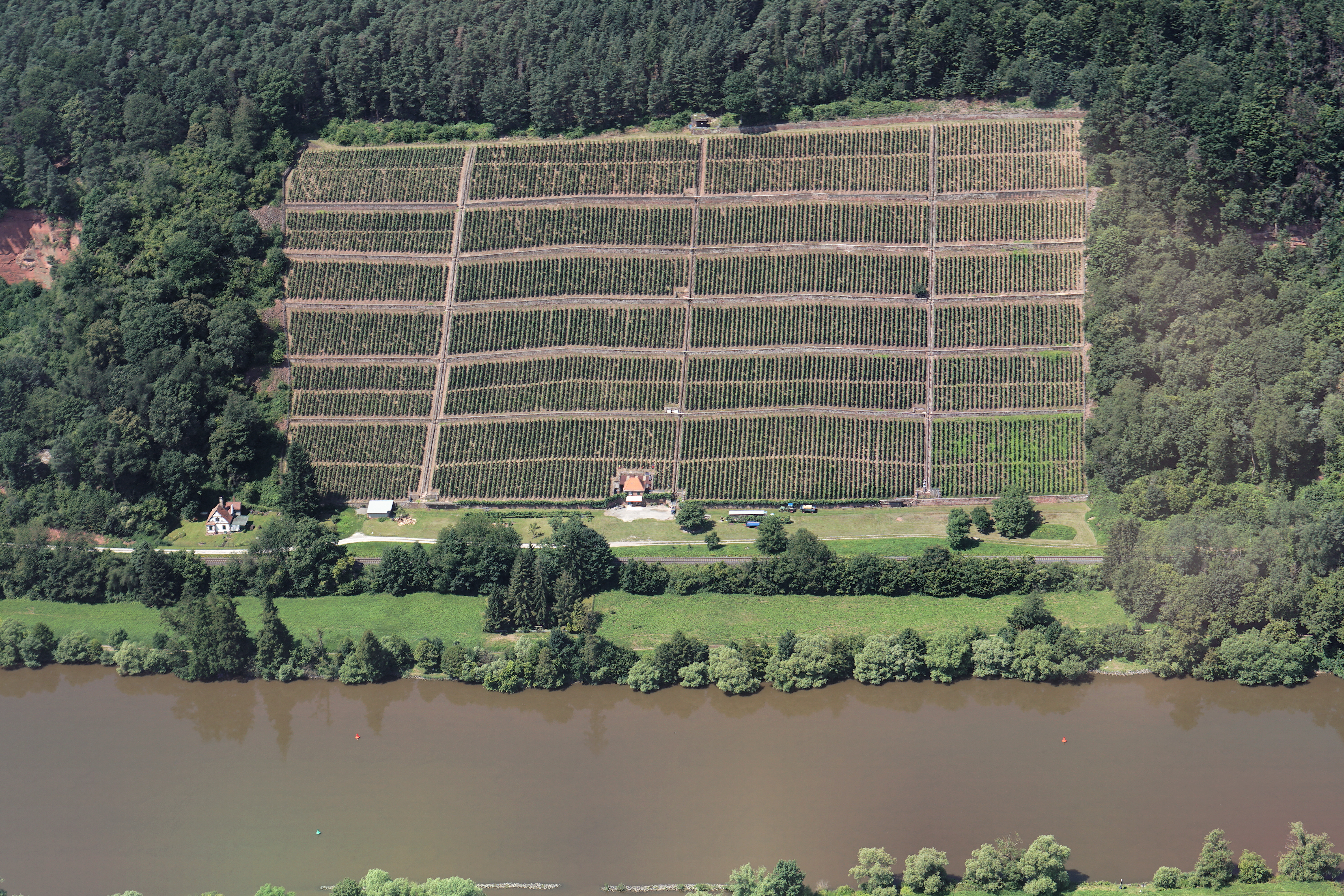
Die Weinlage Großheubacher Bischofsberg aus der Luft

- Aschaffenburg: Pompejaner, Godelsberg, Badberg
- Bürgstadt: Mainhölle, Centgrafenberg
- Dorfprozelten: Predigtstuhl
- Eichenbühl: Hoher Berg
- Engelberg (Großheubach): Klostergarten
- Erlenbach am Main: Hochberg
- Großheubach: Bischofsberg
- Großwallstadt: Lützeltaler Berg
- Klingenberg am Main: Einsiedel, Schlossberg
- Kreuzwertheim: Kaffelstein
- Mainaschaff: Kapellenberg
- Michelbach (Alzenau): Goldberg, Steinberg, Aloisengarten, Apostelgarten
- Miltenberg: Steingrübler
- Obernau: Sanderberg
- Rottenberg: Gräfenstein
- Rück (Elsenfeld): Johannisberg, Jesuitenberg, Schalk
- Wasserlos (Alzenau): Schloßberg, Luhmännchen
- Wörth a. Main: Galgenbuckel, Campestres

Siehe auch: Liste der Weinorte in Franken